# Dymek (komiks)

Cztery najczęstsze rodzaje dymków komiksowych, od góry do dołu: mowa, szept, myśl, krzyk.

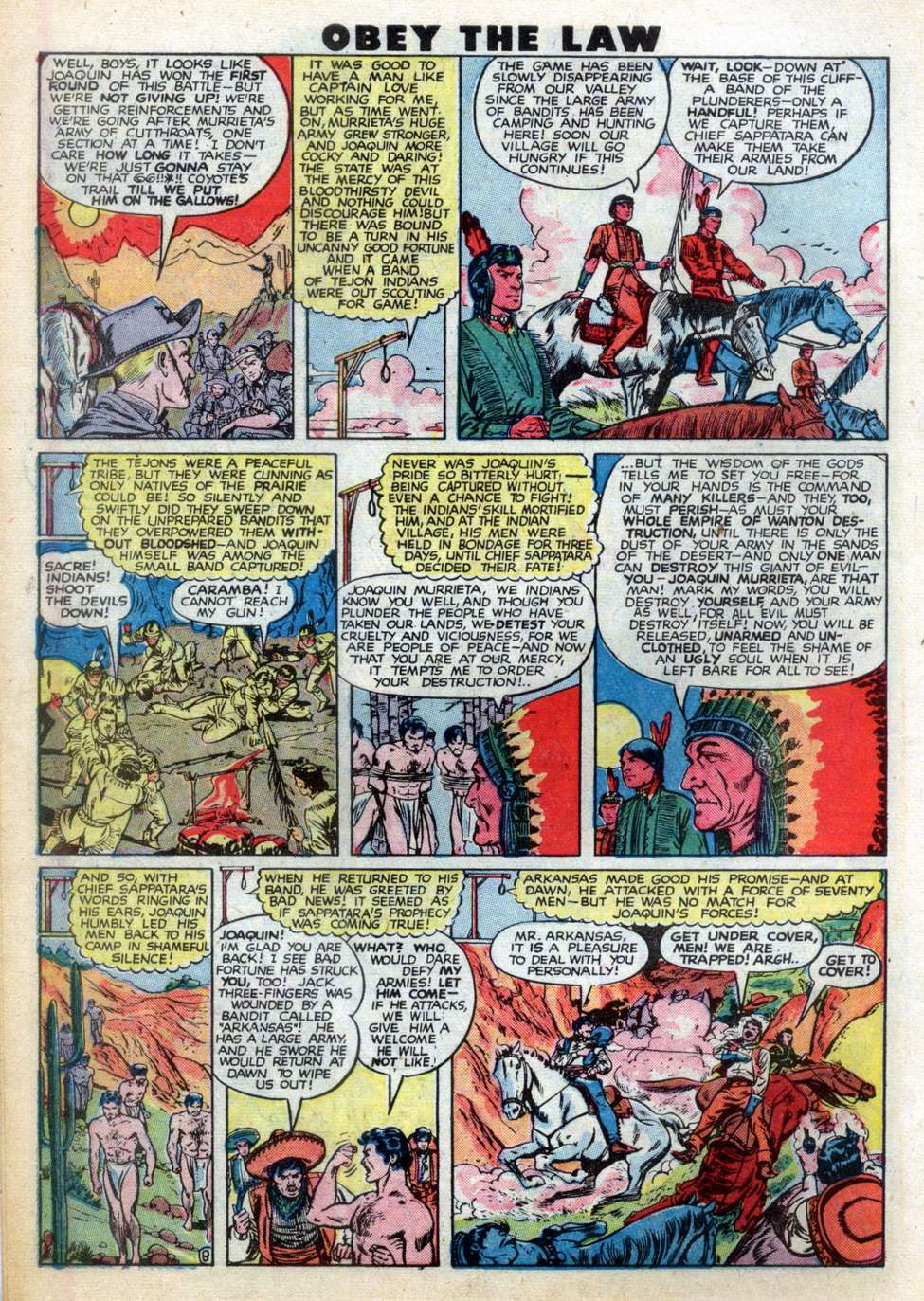
fragment komiksu Joaquin Murrieta Danego Barry z widocznymi dymkami

Dymek, chmurka (ang. speech balloon) - element komiksu będący miejscem na umieszczenie tekstu wypowiadanego przez bohaterów lub ich myśli.
Dymki w zależności od wyglądu ich krawędzi lub koloru przedstawiają różne emocje, sposób mówienia i ogólny wydźwięk wypowiedzi. Tradycyjny dymek zazwyczaj występuje w formie owala z ogonkiem, który pozycjonowany jest tak, aby wskazywać mówiącą postać. Poza tradycyjnymi dymkami można napotkać się np. na dymki poszarpane, przypominające nieregularną gwiazdę oznaczają krzyk lub gniew, dymki, których ogonek przypomina znak dymny i składa się z kilku mniejszych owali oznaczające niewypowiedziane na głos myśli, bądź takie przypominające swoim kształtem serce czy żarówkę. Dymek może nie posiadać ogonka. Oznacza to wówczas, że zawarty w nim tekst jest narracją. Dymki mogą być także połączone ze sobą. Oznacza to, że słowa zostały wypowiedziane przez tę samą postać, lecz po przerwie. Można napotkać także dymki w formie prostokąta